# Archeologia lotnicza
Archeologia lotnicza, zwana też czasem „archeologią zdjęć lotniczych” (niem. Luftbildarchäologie) – gałąź archeologii, polegająca na obserwacji i analizie powierzchni ziemi z powietrza w celu wykrycia i udokumentowania śladów stanowisk archeologicznych, jak również na analizie i interpretacji zdjęć lotniczych wykonanych w innych celach i poszukiwaniu zawartych w nich informacji przydatnych archeologom.
Archeologia lotnicza może być wykorzystywana zarówno w celu poszukiwania nieznanych dotąd stanowisk archeologicznych, jak i do dokumentowania i lepszego poznania obiektów już znanych. Wynika to z faktu, że obserwacja z góry pozwala zauważyć drobne nawet i niezauważalne przy obserwacji z powierzchni ziemi zjawiska, takie jak zróżnicowanie morfologii terenu, czy odmienność roślinności porastającej stanowiska archeologiczne.

## Cele archeologii lotniczej

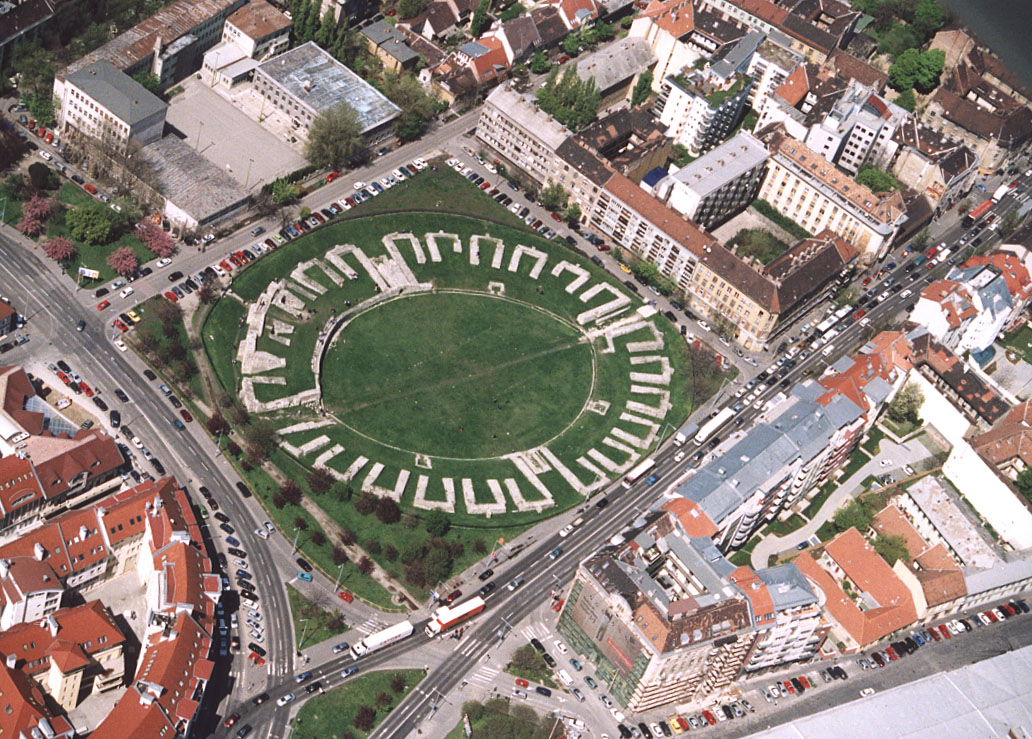
Pozostałości amfiteatru rzymskiego w Budapeszcie z lotu ptaka

Cele archeologii lotniczej to m.in.:
- poszukiwanie nieznanych dotąd stanowisk archeologicznych (zwiad lotniczy lub rekonesans lotniczy);
- poznanie zasięgu i przestrzennej struktury znanych stanowisk archeologicznych;
- monitorowanie zagrożeń dla stanowisk archeologicznych;
- dokumentowanie przebiegu procesu wykopalisk archeologicznych;
- dokumentowanie krajobrazu historycznego.

## Wyróżniki stanowisk archeologicznych obserwowalne z powietrza
Archeologia lotnicza jest możliwa przede wszystkim dlatego, że obecność stanowisk archeologicznych powoduje powstawanie na powierzchni ziemi oznak, zwanych wyróżnikami, obserwowalnych z pewnej wysokości.
Najważniejsze elementy archeologii lotniczej to: obserwacja, a następnie dokumentacja wyników tej obserwacji. Jednak niektórzy archeolodzy uważają, że można pominąć etap obserwacji i skupić się jedynie na fotointerpretacji, to jest na interpretacji istniejących już, wykonanych w rozmaitych celach i w różnych okolicznościach zdjęć lotniczych i satelitarnych, na których mogą znaleźć się stanowiska archeologiczne. Chociaż analiza wszelkich zdjęć wykonanych z powietrza może mieć potencjalnie ogromne znaczenie dla archeologii, to jednak dotychczasowe doświadczenia, zarówno polskie, jak i zagraniczne, wskazują, że kluczowym elementem archeologii lotniczej jest świadoma obserwacja dokonywana przez samych archeologów bądź przez osoby zainteresowane archeologią i umiejące rozpoznać stanowiska archeologiczne.
Można zidentyfikować trzy główne kategorie wyróżników:
- wyróżniki stanowisk archeologicznych w morfologii terenu (wyróżniki cieniowe, zalewowe, śniegowe);
- wyróżniki stanowisk archeologicznych zniszczonych orką (glebowe);
- wyróżniki stanowisk archeologicznych znajdujących się pod powierzchnią ziemi ornej, ale wpływających pośrednio na zjawiska widoczne na powierzchni (wegetacyjne, wilgotnościowe, temperaturowe – śniegowe i szronowe).

### Ślady stanowisk archeologicznych w rzeźbie terenu

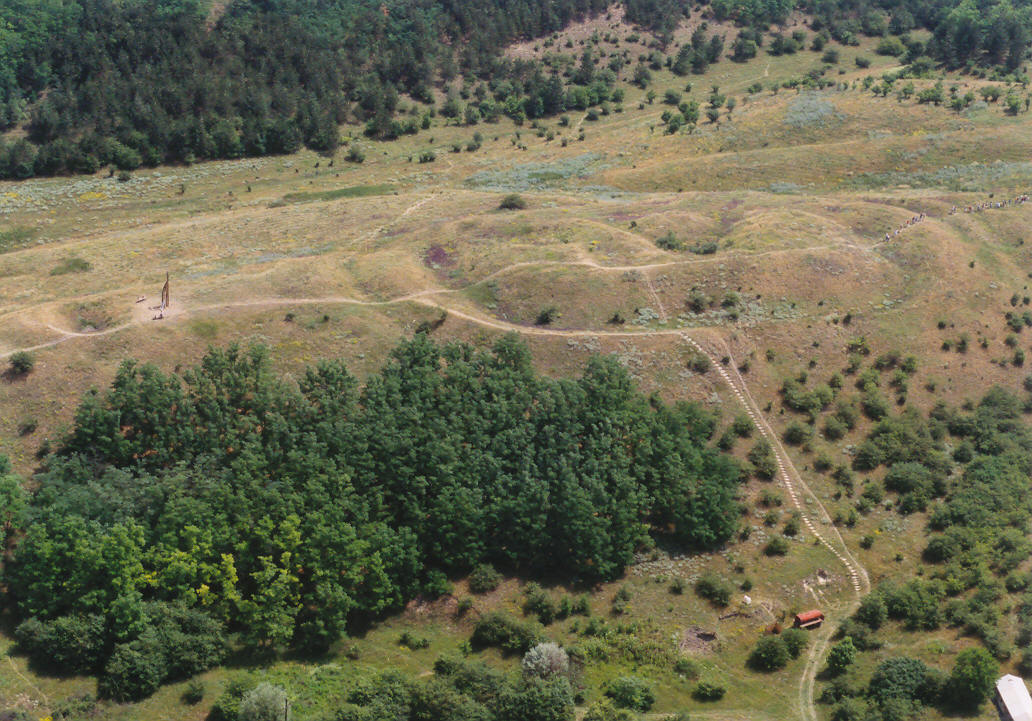
Przykład grodziska sfotografowanego z powietrza

Dostosowując środowisko naturalne do swoich potrzeb, człowiek przeszłości dokonywał trwałych zmian w morfologii powierzchni ziemi, tworząc formy wypukłe lub wklęsłe. Wznoszono wały ziemne, drewniane lub kamienne nadbudowane – niekiedy nawet na znaczną wysokość – na powierzchni ziemi; usypywano kopce grzebalne, budowano grobowce kamienne lub ziemne bądź też – przeciwnie – kopano głębokie rowy obronne, czy zagłębione w ziemię budynki mieszkalne. Jednakże wskutek opuszczenia (dobrowolnego lub wymuszonego wydarzeniami wojennymi lub zmianami klimatycznymi) i sukcesywnego zawalenia się lub celowego zburzenia tych konstrukcji, a następnie ich niwelacji i trwającej niekiedy tysiące lat działalności rolniczej, te dzieła człowieka przeszłości pozostawiły dziś w większości przypadków jedynie nikłe ślady w morfologii powierzchni. Ślady te najczęściej nie mogą być już dzisiaj zauważone przy obserwacji z powierzchni ziemi, natomiast można je w sprzyjających okolicznościach zauważyć z powietrza, zwłaszcza jeśli zostaną w jakiś sposób podkreślone i uwydatnione.
Takie uwydatnienie może nastąpić:
- jeśli znajdujące się nisko nad horyzontem słońce powoduje powstawanie zjawiska długich cieni, podkreślających nawet niewielkie zróżnicowanie powierzchni (wyróżniki cieniowe);
- gdy pędzone stałym wiatrem płatki śniegu ułożą się zaspy po zawietrznej stronie wypukłości terenowych, podkreślając urzeźbienie terenu, albo też kiedy podczas roztopów promienie słoneczne roztapiają cienką pokrywę śnieżną (albo szadź) na lekko wznoszących się powierzchniach, zwróconych w ich stronę, podczas gdy miejsca za wałami lub w zagłębieniach pozostają w cieniu i śnieg utrzymuje się tam dłużej (wyróżniki śniegowe);
- gdy w czasie wiosennych roztopów lub powodzi wierzchołki takich śladowo zachowanych obiektów archeologicznych będą wystawały ponad poziom wody, dzięki kontrastowi wysokości w stosunku do otaczającego terenu (wyróżniki zalewowe).

### Rozorane obiekty archeologiczne
Drugą kategorią stanowisk archeologicznych, które mogą być odkryte w czasie rekonesansu lotniczego, są te stanowiska, które wskutek długotrwałej orki zostały w znacznej mierze zniszczone, a tworzące je nawarstwienia ziemne czy konstrukcje drewniane, kamienne lub ceglane znajdują się częściowo przynajmniej na powierzchni. Z lotu ptaka można wówczas zaobserwować odmiennie zabarwione plamy czy pasy na tle zaoranego pola. Te kontrastujące z otaczającym terenem obszary nazywamy wyróżnikami glebowymi stanowisk archeologicznych. Mają one szanse pojawić się na wiosnę i jesienią, wówczas gdy powierzchnie pól są zaorane, a nie pokryte roślinnością.

### Stanowiska archeologiczne ukryte pod powierzchnią ziemi
Trzecia kategoria stanowisk archeologicznych, które są przedmiotem badań archeologii lotniczej, to te, które są całkowicie ukryte pod powierzchnią ziemi.
Stanowiska te mogą być zaobserwowane z powietrza, ponieważ odmienna struktura gleby tworzącej wypełniska obiektów archeologicznych, jej odmienny skład mineralny i odmienna zawartość związków organicznych, mogą powodować powstawanie na powierzchni oznak widocznych z lotu ptaka. Te oznaki zaliczamy do trzech głównych kategorii: wyróżników wegetacyjnych, wilgotnościowych i temperaturowych.

#### Wyróżniki wegetacyjne
Obecność obiektów archeologicznych pod powierzchnią ziemi powoduje powstanie odmiennych warunków wzrostu roślin w tych miejscach. Z „lotu ptaka” w okresie od końca maja do końca lipca zaobserwować można:

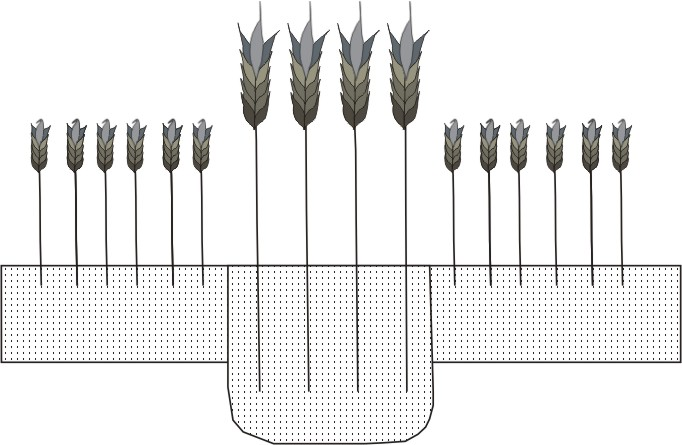
Powstawanie pozytywnych wyróżników wegetacyjnych ponad obiektami archeologicznymi

- pozytywne wyróżniki wegetacyjne: gleba tworząca wypełniska obiektów archeologicznych (jam czy rowów) jest zazwyczaj, dzięki zwiększonej zawartości związków organicznych, bardziej żyzna od otaczającej te obiekty skały macierzystej, zawiera więcej wilgoci oraz, dzięki naruszeniu spoistej struktury skały macierzystej, jest z reguły łatwiejsza dla penetracji przez korzenie roślin. Te okoliczności powodują, że ponad obiektami archeologicznymi rośliny są wyższe, a barwy ich liści i łodyg są zazwyczaj żywsze niż w miejscach, gdzie takie obiekty nie występują.

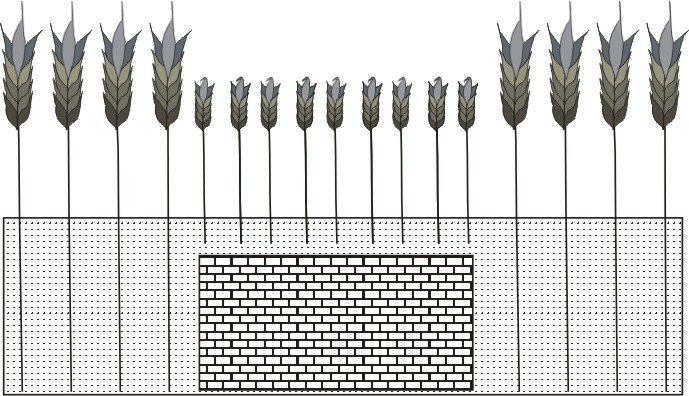
Powstawanie negatywnych wyróżników wegetacyjnych ponad obiektami archeologicznymi

- negatywne wyróżniki wegetacyjne: jeśli obiekt zawiera znaczną ilość kamieni, gruzu ceglanego, jałowego, pozbawionego próchnicy, piasku lub gliny, jeśli pod ziemią znajdują się mury lub twarde i spoiste jądra wałów, wówczas w tych miejscach powstaną niekorzystne warunki dla wzrostu roślin, co znajdzie odzwierciedlenie w mniejszej wysokości i bledszych barwach wegetacji.

Pojawienie się wyróżników wegetacyjnych zależne jest od:
- rodzaju naturalnego podłoża glebowego w danym miejscu. Wynika to m.in. ze zróżnicowanej zdolności gromadzenia wody przez gleby rozmaitych typów i rozmaitej ziarnistości. Im mniejsze są zdolności gleby do długotrwałego utrzymywania wilgotności, tym większa jest szansa na to, że w warunkach suszy wystąpią pozytywne wyróżniki wegetacyjne w miejscach, gdzie dzięki obecności obiektów archeologicznych zachowana jest większa wilgotność. W przypadku zbóż największe zapotrzebowanie na wilgoć ma miejsce w okresie krótko poprzedzającym wykształcenie się kłosów. Ponieważ nasączony wodą piasek cechuje się, ze względu na wysoki stopień ziarnistości, niewielkim napięciem powierzchniowym, szybko traci nagromadzoną wodę; natomiast drobnoziarnista glina zatrzymuje wodę w znacznym stopniu. Dlatego gleby piaszczyste sprzyjają szybkiemu początkowemu wzrostowi zbóż, po którym jednak szybko następuje stadium więdnięcia, jeżeli na czas nie nastąpi nowy napływ wilgoci. Natomiast gleby lessowe i gliniaste w razie zaistnienia deficytu wody oddają nagromadzoną wilgoć korzeniom roślin, co powoduje, że zjawisko wyróżników wegetacyjnych może na nich nie wystąpić wcale. Najbardziej sprzyjające dla powstawania wyróżników wegetacyjnych są gleby wytworzone na podłożu piasków i żwirów oraz wapiennych, w tym kredy;
- panującej w danym roku pogody, a zwłaszcza bilansu wilgotności (czyli różnicy między opadami a parowaniem) podłoża glebowego w porze wczesnowiosennej. Jeżeli w danym roku w porze wzrostu roślin panowała susza, wówczas nawet niewielkie zróżnicowanie wilgotności gleby powodowane przez obecność obiektów archeologicznych będzie skutkowało pojawieniem się wyróżników wegetacyjnych;
- charakteru upraw, różne rośliny w różny bowiem sposób reagują na pojawienie się omawianych wyżej zjawisk.

#### Wyróżniki wilgotnościowe
Ukryte pod powierzchnią ziemi ornej obiekty archeologiczne mogą powodować również na pozbawionych roślinności polach powstawanie wyróżników wilgotnościowych, wynikających z odmiennej szybkości parowania gleby w miejscu, gdzie znajdują się takie obiekty. Może do tego dojść np. kiedy słońce i wiatr prowadzą do szybkiego osuszania pól po okresie intensywnego jej nawadniania opadami atmosferycznymi. Znajdujące się pod powierzchnią obiekty (mające inną od otoczenia zdolność do gromadzenia wody) ujawniają się wtedy, oddając dodatkową wilgoć albo bardzo szybko wysychając na powierzchni, gdzie zachodzi intensywne parowanie. Przez kilka godzin widoczne są wówczas z lotu ptaka ciemne lub jasne plamy i pasma wyróżników wilgotnościowych. Wyróżniki wilgotnościowe występować mogą także na obszarach suchych, a nawet pustynnych, gdzie poranna rosa utrzymuje się dłużej w miejscach, gdzie znajdowały się niegdyś rowy, fosy czy jamy, a zanika szybciej w miejscach nad murami.

#### Wyróżniki śniegowe i szronowe
Efemerycznym zjawiskiem są także szronowe i śniegowe wyróżniki stanowisk archeologicznych, których powstawanie wiąże się z różnicą temperatury pomiędzy obiektami archeologicznymi a otaczającą je naturalną glebą.
W wilgotniejszym wypełnisku obiektów archeologicznych gromadzi się zazwyczaj więcej ciepła niż w otaczającym gruncie, co sprawia, że późną jesienią nad np. wypełnionymi fosami czy jamami osadniczymi pierwszy śnieg lub szron szybciej topnieją, powodując powstanie ciemnych plam na białym, pokrytym śniegiem tle. Do sytuacji odwrotnej dochodzi z kolei wczesną wiosną, kiedy ponad wilgotniejszym od otoczenia wypełniskiem jamy czy fosy po długich, silnych mrozach śnieg utrzymuje się dłużej.

### Wraki i archeologiczne stanowiska podwodne
Archeologiczne obiekty podwodne (wraki statków, ślady portów i osad) można przy sprzyjających warunkach zaobserwować z lotu ptaka do głębokości ok. 5 metrów przy odpowiedniej przejrzystości wody, która zależy od jej temperatury i wynikającej z niej obecności najdrobniejszych żyjątek i zawiesin – z tych względów okres letni i wczesnojesienny z reguły nie nadaje się do obserwacji. Drugim decydującym czynnikiem jest stan powierzchni wody – jedynie przy bezwietrznej pogodzie wyżowej fale ani mgły nie zakłócają możliwości obserwacji dna morskiego.

## Aparaty latające wykorzystywane w archeologii lotniczej

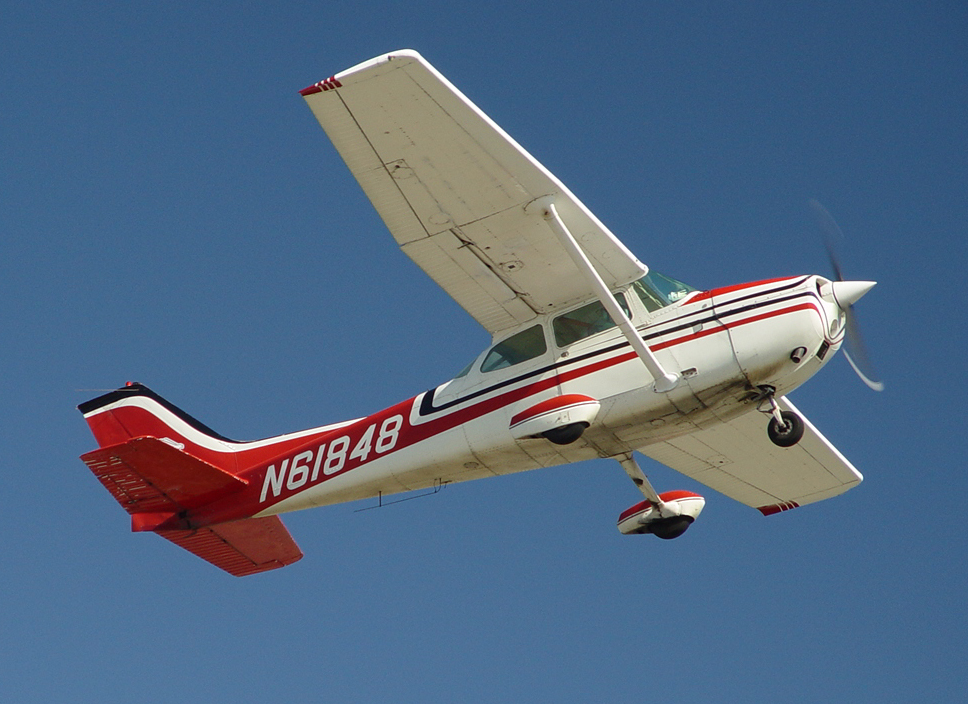
Cessna 172 – jeden z samolotów najczęściej wykorzystywanych w rekonesansie lotniczym przez archeologów

W archeologii lotniczej wykorzystywane być mogą wszelkiego rodzaju załogowe i bezzałogowe aparaty latające:
- balony wolne i na uwięzi, załogowe i bezzałogowe
- lotnie i motolotnie
- małe samoloty (awionetki)
- modele samolotów sterowane radiowo
- latawce
- drony (bezałogowe statki powietrzne)
- satelity

## Historia archeologii lotniczej

### Archeologia lotnicza na świecie
Archeologia lotnicza zawdzięcza swoje powstanie i rozwój dwóm wynalazkom:
- aparatów latających – były one bowiem niezbędne dla wzniesienia się ponad powierzchnię ziemi i dokonania obserwacji stanowisk archeologicznych;
- fotografii – była ona bowiem niezbędna dla utrwalenia widoku powierzchni ziemi z lotu ptaka.

#### Najstarsze fotografie „z lotu ptaka”

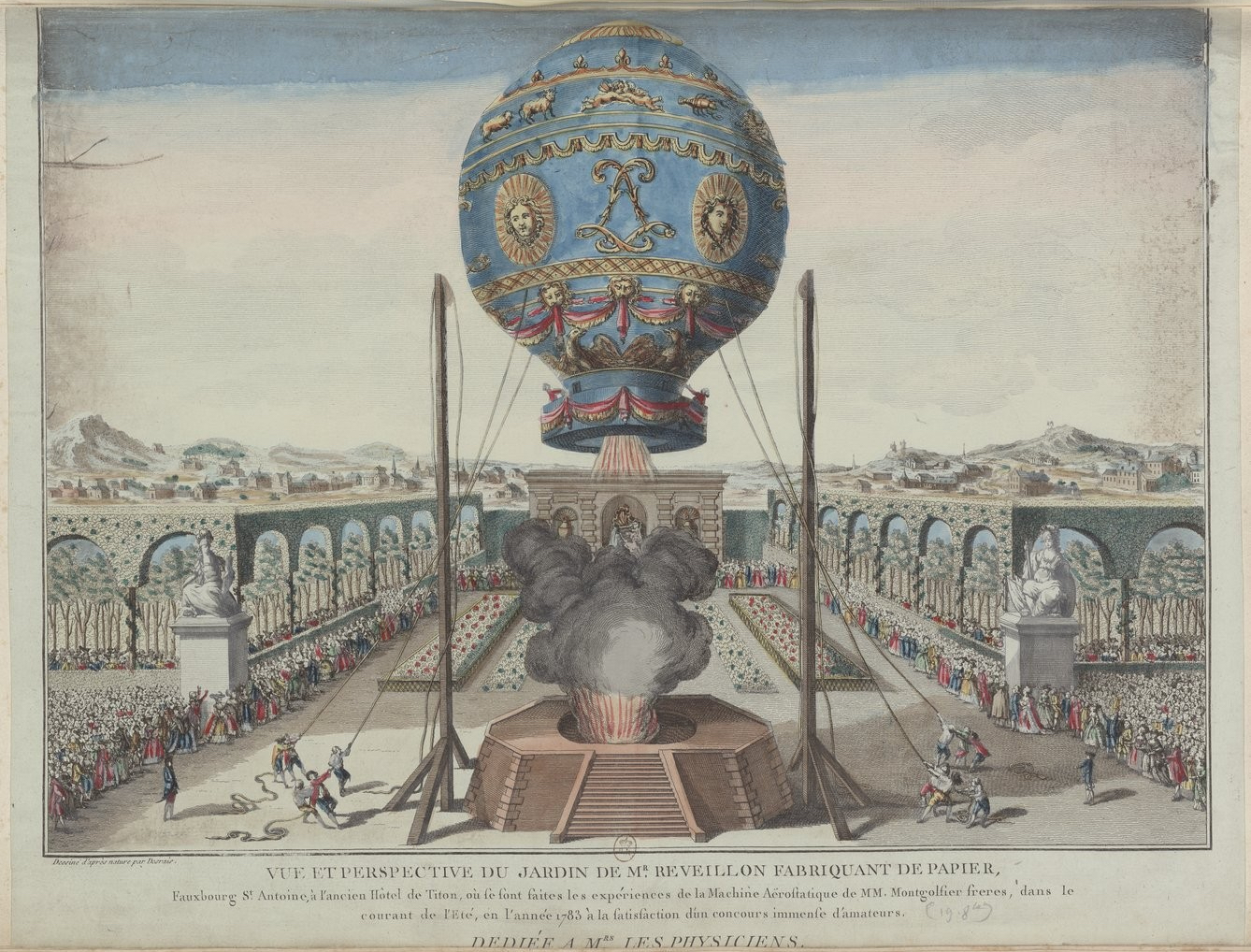
Balon braci Montgolfier

Pierwsze zdjęcia „z lotu ptaka” wykonano już na etapie zdjęć fotograficznych na mokrych płytkach światłoczułych. Było to możliwe dzięki temu, że aparaty latające znane już były znacznie wcześniej, co najmniej od czasu, gdy na początku XVIII w. w roku 1709 ksiądz Bartholomeo de Gusmao sporządził w Lizbonie pierwszy latający model balonu na ogrzane powietrze, a w 1783 r. w Wersalu bracia Montgolfier zbudowali balon, który odbył pierwszy lot załogowy z załogą w postaci barana, koguta i kaczki, po sukcesie którego doświadczenia jeszcze w tym samym roku odbyły się balonowe loty z załogą ludzką.
Za początek fotografii lotniczej uważa się moment, kiedy w październiku 1858 r. pionier fotografii Gaspard-Félix Tournachon, znany pod pseudonimem Nadar, wykonał zdjęcie Paryża z balonu, co uwiecznione zostało rysunkiem Honoré Daumiera.

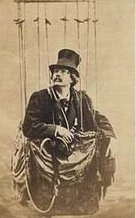
Nadar w balonie nad Paryżem

Fotografie z balonów wykonywano następnie na kontynencie amerykańskim w czasie wojny secesyjnej, wykorzystując je w celach militarnych. Pierwsze znane zdjęcie z tego kontynentu to widok Bostonu wykonany przez J.W. Blacka i S.A. Kinga w latach 1860–1862 z balonu na uwięzi znajdującego się na wysokości ok. 360 m. Było to pierwsze znane wykorzystanie fotografii lotniczej w wojskowości, dziedzinie, z którą od tej pory wiązała się ona bardzo ściśle. Warto zauważyć, że próby wykorzystania fotografii lotniczej podejmowano już w 1859 r. w czasie wojny francusko-austriackiej, jednak Nadar odmówił wtedy służenia swoimi umiejętnościami francuskiemu wywiadowi wojskowemu.
W tym samym okresie zainicjowano też drugą ważną dziedzinę zastosowań fotografii lotniczej, a mianowicie aerofotogrametrię do celów sporządzania map topograficznych. Już w 1859 r. Aime Laussedat wykorzystał kamerę pomiarową do fotografowania Paryża z balonu na uwięzi, kontynuując te prace do roku 1866.
Ważne ułatwienie w rozwoju fotografii lotniczej nastąpiło w roku 1871, kiedy to Anglik R.L. Maddox zastąpił mokre płyty światłoczułe płytami suchymi, eliminującymi konieczność stosowania przenośnej ciemni fotograficznej. W 1888 r. z kolei George Eastman wprowadził film zwojowy, co pozwoliło na dalsze zmniejszenie ciężaru aparatów fotograficznych, które odtąd mogły być używane nie tylko do wykonywania zdjęć z balonów załogowych, ale także mocowane do małych balonów bezzałogowych, latawców, a nawet gołębi.
W późnych latach osiemdziesiątych dziewiętnastego wieku (1880-1887) major H. Elsdale w Wielkiej Brytanii wprowadził bezzałogowe wolne balony z automatycznie działającym aparatem, naświetlającym kolejno kilka klisz. Po wykonaniu serii zdjęć balon taki tracił wypełniający go gaz i osiadał na ziemi.

#### Pojawienie się idei archeologii lotniczej
Rok 1891 uznać można za narodziny idei archeologii lotniczej, chociaż nie doszło jeszcze wówczas do praktycznej jej realizacji. Oficer brytyjski służący w Indiach, porucznik Charles F. Close, zaproponował wówczas wykonanie za pomocą balonu serii zdjęć ruin zabytków w rejonie Agry i wykorzystanie tych zdjęć do sporządzenia mapy archeologicznej tego terenu. W realizacji tych zamierzeń przeszkodziła podobno biurokracja.

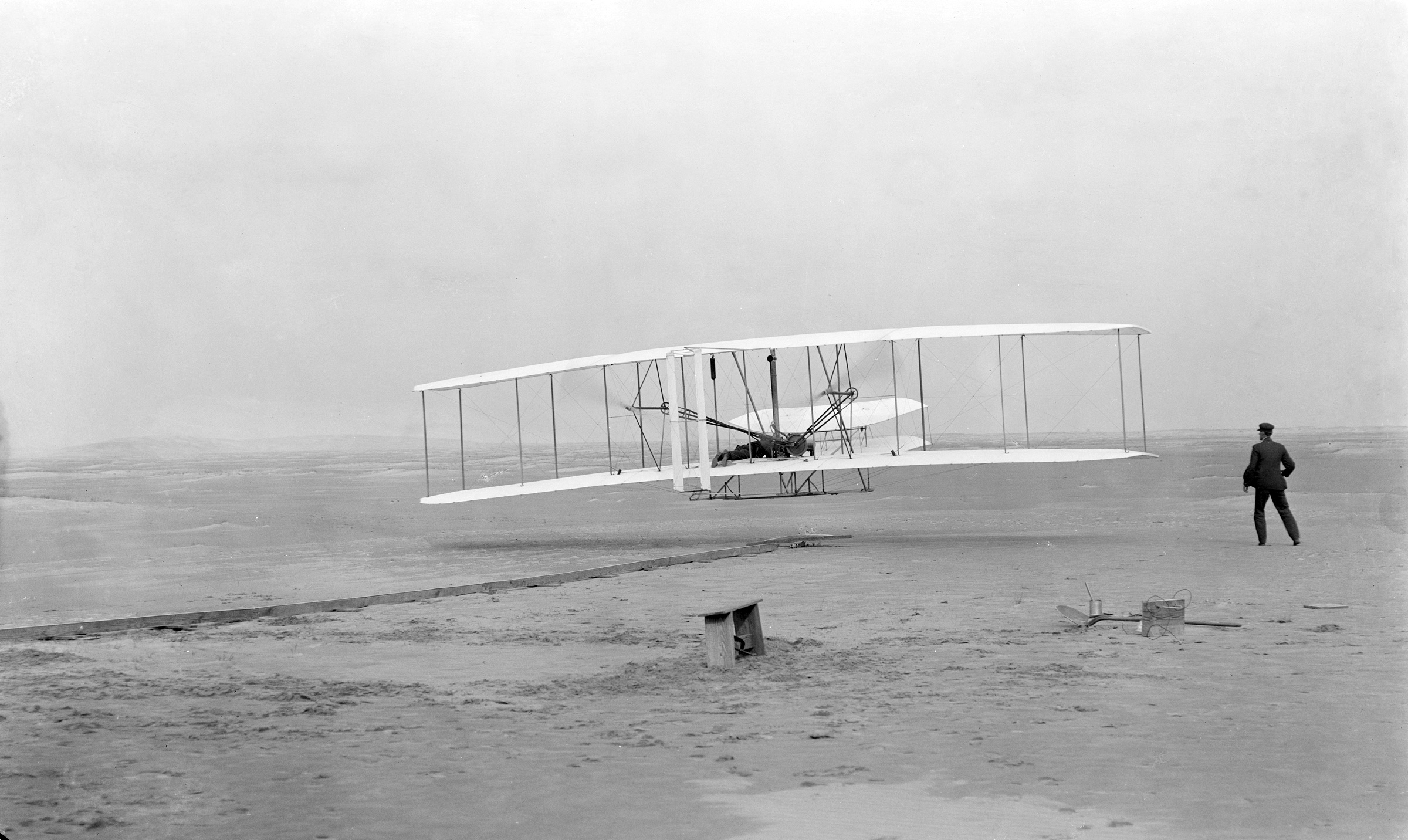
Samolot braci Wright

W roku 1903 dokonano kolejnego wynalazku ważnego dla rozwoju archeologii lotniczej. Skonstruowany przez braci Wright w Stanach Zjednoczonych samolot wykonał 16 grudnia tego roku pierwszy udany lot, zapoczątkowując erę cięższych od powietrza maszyn latających o kontrolowanym locie. Sześć lat później, w 1909 r. Wilbur Wright wykonał w pobliżu Rzymu pierwsze zdjęcie z pokładu samolotu.
Pierwsze zdjęcia lotnicze stanowisk archeologicznych, wyznaczające rzeczywisty początek archeologii lotniczej, wykonano jednak z balonu, chociaż samoloty były już wówczas znane. W czasie ćwiczebnych lotów balonami wojskowymi w Anglii porucznik P.H. Sharpe w roku 1906 wykonał zdjęcie megalitycznego kromlechu Stonehenge oraz otaczających go konstrukcji ziemnych.
Zdjęcia stanowisk archeologicznych z balonów wykonane zostały także bardzo wcześnie przez włoskich inżynierów wojskowych, dzięki którym powstały lotnicze zdjęcia Forum Romanum w Rzymie (1896 – należałoby to zdjęcie uznać za najwcześniejsze znane zdjęcie lotnicze stanowiska archeologicznego), Pompejów (1910) i ruin starożytnej Ostii (1911).
Za pierwsze świadome wykorzystanie zdjęć lotniczych przez archeologa uchodzi działalność Henry Wellcome'a, który w latach 1913-1914 prowadził badania wykopaliskowe w Sudanie na stanowisku Jebel Moya i w ich trakcie wykorzystywał skrzynkowe latawce ze zdalnie sterowanym aparatem fotograficznym do rejestrowania z wysokości kilkunastu metrów wyników wykopalisk poprzez wykonywanie pionowych zdjęć „z lotu ptaka”.
Jednak już w 1912 r. na terenie Niemiec doszło do pierwszego odkrycia stanowiska archeologicznego z powietrza, a następnie jego wykopaliskowej weryfikacji. Przemysłowiec Kurt May i jego kolega Reinhard z Frankfurtu spostrzegli z balonu i sfotografowali w Vilbel w Hesji obiekt, który wydał im się zabytkiem z czasów rzymskich. W tym samym roku Karl Woelcke przeprowadził badania wykopaliskowe tego obiektu, stwierdzając, że jest to willa rzymska.

#### Pionierzy archeologii lotniczej
Prawdziwy rozwój archeologia lotnicza zawdzięcza paradoksalnie I wojnie światowej. Stało się tak z dwóch powodów. Pierwszym z nich był fakt, że nastąpił wówczas gwałtowny wzrost liczby lotów zwiadowczych dla celów militarnych, podczas których przypadkowo fotografowano także obiekty archeologiczne, a archeolodzy uzyskiwali niejednokrotnie dostęp do tych fotografii. Tak na przykład Francuz Leon Rey w roku 1916 dysponował wojskowymi zdjęciami lotniczymi stanowisk archeologicznych w Macedonii, a wybitny niemiecki archeolog Carl Schuchhardt – zdjęciami stanowisk rzymskich w rumuńskiej Dobrudży. Wiadomo również o staraniach archeologów francuskich i niemieckich w czasie I wojny światowej o skierowanie specjalnych lotów samolotów wojskowych w rejony występowania stanowisk archeologicznych w celu wykonania ich fotografii z powietrza.
Drugim powodem rozwoju archeologii lotniczej w czasie I wojny światowej stał się fakt, że ludzie z wykształceniem archeologicznym znaleźli się w wojskach lotniczych jako fotografowie, kartografowie czy obserwatorzy. Korzystając ze zdjęć lotniczych, zauważyli oni, że zaobserwować można na nich stanowiska archeologiczne i z czasem świadomie zaczęli rejestrować te obiekty. Taka inicjatywa pojawiła się po raz pierwszy najprawdopodobniej w armii niemieckiej, z inicjatywy Theodora Wieganda, który przekonał niemieckie dowództwo o potrzebie stworzenia specjalnej jednostki wojskowej zajmującej się ochroną zabytków na Bliskim Wschodzie i w latach 1916–1918 pełnił funkcję Generalnego Inspektora Niemiecko-Tureckich Oddziałów Ochrony Zabytków. Pełniąc to stanowisko, był odpowiedzialny za ochronę zabytków w strefie działania armii syryjsko-zachodnioarabskiej. W roku 1917 pod jego kierunkiem wykonano wysokiej jakości zdjęcia lotnicze późnorzymskich i bizantyjskich ruin w pustynnych okolicach Negew i Synaju.
W tym samym czasie, na który przypadła działalność Wieganda, w oddziałach inżynieryjnych armii brytyjskiej w Mezopotamii służył George A. Beazeley. W latach 1917–1918 podczas wielokrotnych lotów nad równiną Tygrysu i Eufratu dostrzegł pozostałości starożytnych systemów irygacyjnych, rozległych układów urbanistycznych i fortyfikacji. Miał on świadomość, że jego odkrycia mogły zostać dokonane jedynie z powietrza, ponieważ z powierzchni ziemi nie można było dostrzec żadnych śladów. Jednym z jego największych odkryć były ruiny Samarry – miasta z IX w., położonego na północny zachód od Bagdadu na brzegu Tygrysu. Swoje odkrycia z lotu ptaka uzupełniał on – jak dalece pozwalały mu warunki wojenne – prospekcją powierzchniową, weryfikując ustalenia dokonane w czasie rekonesansu lotniczego.
Prawdziwym pionierem archeologicznego rekonesansu lotniczego stał się francuski jezuita Antoine Poidebard, który z obserwacjami z powietrza zetknął się również w burzliwych czasach I wojny światowej, kiedy to został przeszkolony przez brytyjskie lotnictwo, aby prowadzić obserwacje szlaków komunikacyjnych na wyżynach irańskich pomiędzy Morzem Kaspijskim i Zatoką Perską. Kiedy po wojnie został profesorem na jezuickim uniwersytecie w Bejrucie od 1925 r. rozpoczął poszukiwania z powietrza stanowisk archeologicznych, które kontynuował aż do 1942 r., odkrywając niezliczone stanowiska, przede wszystkim związane z organizacją limesu rzymskiego w Syrii. Poidebard był również pionierem różnych technik fotograficznych, z którymi eksperymentował w celu uzyskania najlepszego efektu wizualnego, takich jak np. fotografowanie pod słońce, wykorzystywanie filtrów, czy fotografii w podczerwieni. Obserwacje z powietrza weryfikował w czasie wypraw „lądowych”. Ze względu na warunki terenowe możliwe było też czasem natychmiastowe lądowanie w pobliżu odkrytych ruin i ich bezpośrednia weryfikacja.

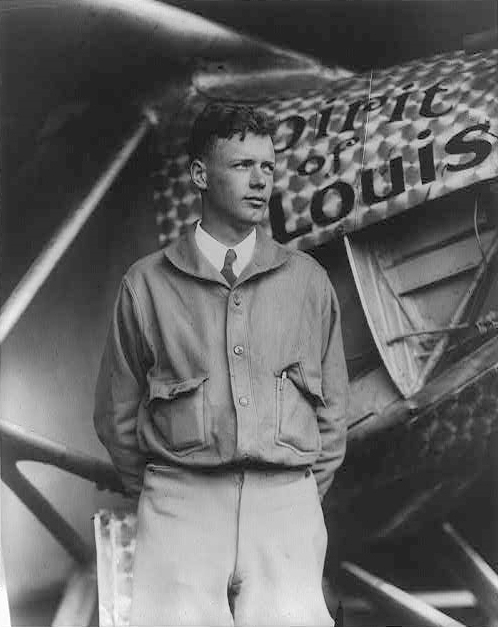
Charles Lindbergh

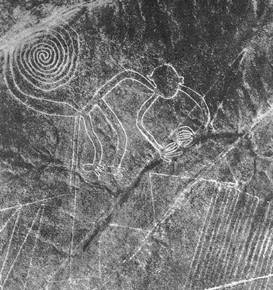
Geoglif z Płaskowyżu Nazca

Nieco później zainicjowano archeologię lotniczą na kontynencie amerykańskim. Słynny pilot Charles Lindbergh, człowiek, który w maju 1927 r. jako pierwszy przeleciał samolotem przez Atlantyk z Nowego Jorku do Paryża, w lutym 1929 r. w czasie przelotu nad dżunglą na półwyspie Jukatan zauważył ruiny miasta Majów. Odkrycie to wzbudziło w nim zainteresowanie możliwościami poszukiwania starożytnych stanowisk archeologicznych z samolotu. W sierpniu 1929 r. Lindbergh odbył lot nad terytorium Arizony i Nowego Meksyku odkrywając wiele stanowisk kultury Pueblo (w tym m.in. nieznane dotąd skalne osiedla pod nawisami klifowymi), a w październiku tego samego roku przeprowadził kilka lotów zwiadowczych nad Jukatanem, poszukując starożytnych ruin na terenach porośniętych dżunglą. Innymi pionierami amerykańskiej archeologii lotniczej byli m.in. Percy Chester Madeira, który w roku 1930 kontynuował poszukiwanie starożytnych ruin w dżungli jukatańskiej z samolotu, Robert Shipee i George Robbins Johnson, którzy w roku 1931 prowadzili rekonesans lotniczy w Peru, fotografując paleoindiańskie obiekty zabytkowe i odkrywając m.in. wielki peruwiański Mur, czy Paul Kosok, który poczynając od 1946 r., analizował zdjęcie lotnicze terytorium Peru, poszukując m.in. słynnych tajemniczych rysunków na ziemi (geoglifów) z płaskowyżu Nazca.

#### O.G.S. Crawford i początek naukowej archeologii lotniczej
Decydującą rolę w ukształtowaniu, sformułowaniu zasad i upowszechnieniu archeologii lotniczej odegrał Osbert Guy Stanhope Crawford. W latach 1913–1914 brał udział we wspomnianych już wykopaliskach archeologicznych w Jebel Moya w Sudanie, kierowanych przez Henry Wellcome'a, który dokumentował swoje odkrycia fotografiami z latawców. Kolejną inspiracją do zainteresowania archeologią lotniczą stała się dla Crawforda służba wojskowa w czasach I wojny światowej, kiedy to w latach 1915–1916 służył w sekcji przygotowującej i aktualizującej mapy, przy wykorzystaniu m.in. fotografii lotniczych, a w latach 1917–1918 był latającym obserwatorem pozycji niemieckich we Francji i Niemczech. Po wojnie objął stanowisko archeologa w urzędzie kartograficznym, gdzie w 1922 r. trafiły w jego ręce wykonane w czasie rutynowych ćwiczeń wojskowych zdjęcia lotnicze, na których zaobserwował systemy starożytnych pól z różnych okresów, co stało się dla niego podstawą do referatu Rekonesans lotniczy i archeologia wygłoszonego w Królewskim Towarzystwie Geograficznym 12 marca 1923 r. i opublikowanego w tymże roku. Moment ten uważa się obecnie powszechnie za początek naukowej metody archeologii lotniczej.
Crawford uzyskał możliwość odbycia lotów rekonesansowych dzięki wsparciu finansowemu ze strony Alexandra Keilera. W wyniku tych lotów, które miały miejsce w maju i czerwcu 1924 r., powstała wspólna książka obu autorów, zatytułowana Wessex from the air, opublikowana w roku 1928, uważana za pierwszą w historii książkę poświęconą zdjęciom lotniczym w archeologii. Niedługo później (1929) Crawford opublikował pierwszy podręcznik interpretacji zdjęć lotniczych dla potrzeb archeologii: Air-photography for archaeologists. Ogromną zasługą Crawforda było również propagowanie archeologii lotniczej: w roku 1927 założył czasopismo „Antiquity”, na którego łamach publikował liczne publikacje dotyczące wykorzystywania zdjęć lotniczych w archeologii. Działalność Crawforda zaowocowała w Anglii wielkim zainteresowaniem archeologią lotniczą i pojawieniem się wielu archeologów lotniczych, wywodzących się zarówno ze środowiska naukowego, jak i amatorskiego, takich jak np. Gilbert Insall, George Allen, Derrick Riley, John St Joseph, a współcześnie cała plejada fotografów i interpretatorów zdjęć lotniczych skupionych w organizacji Aerial Archaeology Research Group.

#### Archeologia lotnicza dzisiaj

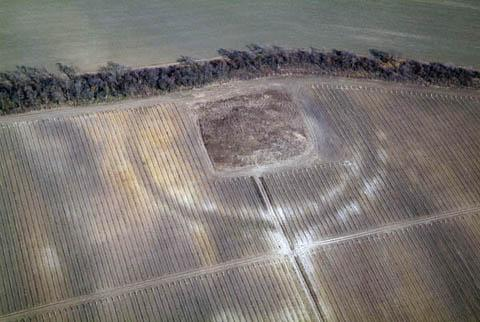
Pozostałości po zamku w Verpelét na Węgrzech

Współcześnie archeologia lotnicza rozwija się w wielu krajach: przede wszystkim w Wielkiej Brytanii, ale także bardzo intensywnie np. w Niemczech, Austrii, Czechach, Francji czy Belgii. Szczególną rolę w popularyzacji archeologii lotniczej w latach 90. odegrał w Europie Otto Braasch, niemiecki pilot, obserwator i fotograf, który rozpoczął swoją działalność w dziedzinie archeologii lotniczej na terenie Bawarii, ale po upadku „żelaznej kurtyny” zainicjował loty zarówno we wschodnich krajach związkowych Niemiec (np. w Brandenburgii, Meklemburgii-Pomorzu Przednim, Saksonii i Saksonii-Anhalt), jak też i w innych krajach dawnego bloku sowieckiego, w tym na Węgrzech, w Polsce, na Litwie, Łotwie czy w Estonii, a także i we Włoszech, gdzie przepisy związane z tajemnicą wojskową uniemożliwiały do niedawna rozwój archeologii lotniczej. Za swoje zasługi wniesione w rozwój metody archeologii lotniczej Otto Braasch został doktorem honoris causa Uniwersytetu Humboldta w Berlinie oraz uniwersytetu w Pecs na Węgrzech, laureatem Nagrody Dziedzictwa przyznawanej przez Europejskie Stowarzyszenie Archeologów, a w Polsce otrzymał od Ministra Kultury odznakę Za opiekę nad zabytkami. Uczniami Otto Braascha jest wielu działających dziś w Polsce i innych krajach środkowej Europy archeologów lotniczych.

### Archeologia lotnicza w Polsce

#### Początki fotografii na ziemiach Polski
Na terenie dzisiejszej Polski pierwsze zdjęcia z lotu ptaka teoretycznie mogły być wykonywane już ok. przełomu wieków XIX i XX. Fotografia pojawiła się bowiem na ziemiach polskich już w roku 1839, kiedy to „Kurier Warszawski” wydrukował ogłoszenie firmy Fraget, oferującej aparaty do dagerotypii. Rok później w Poznaniu i w Warszawie pojawiły się ilustrowane broszury poświęcone dagerotypii. Początek przemysłu fotograficznego na ziemiach polskich to rok 1887, kiedy chemik Piotr Lebiedziński założył w Warszawie fabrykę papierów fotograficznych „Foton”. W 1899, również w Warszawie, powstała wytwórnia aparatów fotograficznych i obiektywów „FOS”. Istniały już zatem wówczas możliwości wykonywania również i zdjęć z aparatów latających.
Z pewnością jednak początek tego rodzaju fotografii wiąże się z latami I wojny światowej. Z tego bowiem okresu pochodzą zachowane do dzisiaj wojskowe zdjęcia lotnicze różnych części kraju: Warszawy, niektórych miejscowości w Wielkopolsce, jak również zdjęcia Tatr. Polscy piloci zaczęli wykonywać zdjęcia lotnicze natychmiast po odzyskaniu niepodległości – nastąpił wówczas szybki rozwój zaawansowanej fotografii lotniczej. Już w 1926 Warszawa, jako pierwsze miasto na świecie, uzyskała kompletny nalot fotogrametryczny tak dużego obszaru.
Chociaż jednak na wielu wczesnych zdjęciach lotniczych znalazły się rozmaite zabytki, np. zabytkowe centra miast historycznych, to jednak żadne z nich nie było świadomie wykonaną fotografią zabytku archeologicznego z lotu ptaka.

#### Okres międzywojenny

##### Pierwsze zdjęcia lotnicze stanowisk archeologicznych
Najprawdopodobniej pierwszymi zdjęciami lotniczymi dla potrzeb archeologii polskiej były fotografie osady w Rzucewie, wykonane z wojskowego wodnosamolotu w roku 1928 lub 1929, z inicjatywy Konrada Jażdżewskiego.
W 1935 roku dzięki staraniom Władysława Kowalenki wykonano wiele lotniczych fotografii grodzisk wielkopolskich. Przedsięwzięcie to uznać należy za pierwszy w polskiej archeologii przykład wykorzystania wartości dokumentacyjnej zdjęć lotniczych stanowisk archeologicznych. W publikacji Grody i osadnictwo grodowe Wielkopolski wczesnohistorycznej (od VII do XII wieku), wydanej w roku 1938 w Poznaniu, znajdujemy 13 zdjęć lotniczych grodzisk.

##### Archeologia lotnicza w Biskupinie
Rok 1935 to również początek archeologii lotniczej w zastosowaniu do dokumentowania wyników wykopalisk. Zdzisław Rajewski wpadł na pomysł zastosowania balonu na uwięzi do wykonywania pionowych zdjęć przebadanego terenu osady obronnej w Biskupinie, w czym pomagał mu Wojciech Kóčka. Zdjęcia na płytach szklanych, zachowujące do dziś doskonałą jakość, wykonywane były przy pomocy aparatu fotograficznego działającego samoczynnie, z małego balonu na uwięzi napełnianego wodorem. Zdjęcia za pomocą tego balonu sporządzane były do końca sierpnia 1939 r. w Biskupinie oraz w Kłecku i Gnieźnie.
Wykonywano w Biskupinie też zdjęcia z ręki na płytach szklanych ze znacznie większego balonu obserwacyjnego (sterowca), przydzielonego ekspedycji przez marszałka Edwarda Rydza-Śmigłego w związku z manewrami wojskowymi na Pałukach.
Zdjęcia lotnicze wykonywano też w Biskupinie z gondoli balonu wolnego o nazwie „Pomorze”, którym członkowie ekspedycji przelecieli z Biskupina do Starogardu w roku 1936. Był to lot propagandowy, a załoga zrzucała z balonu ulotki i broszury o Biskupinie.
Oprócz balonów, począwszy od 1935 r., w Biskupinie wykorzystywano do wykonywania fotografii lotniczych także samoloty wojskowe.
W okresie międzywojennym rozwinięto zatem w Polsce na znaczącą skalę archeologię lotniczą z dwojakim zastosowaniem: do precyzyjnej, aerofotogrametrycznej dokumentacji wyników wykopalisk oraz do dokumentowania znanych stanowisk o własnej formie terenowej (grodzisk) dla celów konserwatorskich. Brak natomiast było zastosowania archeologii lotniczej do poszukiwania nieznanych stanowisk archeologicznych w ramach „rekonesansu archeologicznego” czy do rozpoznawania wewnętrznej struktury przestrzennej stanowisk przed przystąpieniem do badań.

#### Fotografie wojskowe z czasów II wojny światowej
Rozwój archeologii lotniczej w Polsce przerwany został wybuchem II wojny światowej. W czasie wojny archeolodzy polscy z oczywistych względów nie mogli się zajmować tą dziedziną badań, paradoksalnie jednak, jak się okazuje, nie był to okres całkowicie dla archeologii lotniczej stracony. Niemieckie lotnictwo wojskowe wykonało bowiem w tym czasie ogromną ilość pionowych fotografii lotniczych, na podstawie których tworzono ortofotomapy.
Po dojściu Hitlera do władzy w Niemczech nastąpił szybki rozwój lotnictwa wojskowego, a wraz z nim i zainteresowanie fotografią lotniczą. Wśród wykonanych przez Luftwaffe w latach 1933-1944 fotografii lotniczych znajdują się również odnalezione w archiwach Pomorskiej Akademii Pedagogicznej w Słupsku oraz Instytutu Geografii Fizycznej i Kształtowania Środowiska Przyrodniczego UAM ortofotomapy terenu Wielkopolski oraz Polski środkowej wykonane przez niemieckie służby kartograficzne przed i w czasie II wojny światowej. Zasadnicza kolekcja tych fotografii znajduje się w archiwum Uniwersytetu w Keele w Wielkiej Brytanii. Na tych archiwalnych zdjęciach znalazło się wiele stanowisk archeologicznych, które już dzisiaj nie istnieją.
Zbiór ponad 6000 niemieckich pionowych zdjęć lotniczych Europy Środkowo-Wschodniej, w tym i terenów dzisiejszej Polski z lat 1942–1945 przechowywany jest w Centrum Badań Historycznych nad Europą Środkowo-Wschodnią (Instytucie Herdera) w Marburgu. „Zbiór fotografii lotniczych” utworzony w 1942 roku w ówczesnym Urzędzie Rzeszy ds. Geodezji (niem. Reichsamt für Landesaufnahme) został pod koniec wojny przejęty przez aliantów, a w roku 1962 przekazany RFN.
Po roku 1970 ta część zbiorów fotografii, która pokazywała tereny nieprzynależące wówczas do Republiki Federalnej Niemiec, w tym tereny Polski, została przekazana do Instytutu Herdera w Marburgu. Część z tych fotografii, prezentująca krajobraz kulturowy Nadodrza, prezentowana była w Muzeum Ziemi Lubuskiej w Zielonej Górze 20 listopada 2002 – 5 stycznia 2003. W tymże Instytucie Herdera znajduje się również ogromny zbiór niemieckich ukośnych fotografii lotniczych z terenu Śląska, Pomorza, Warmii i Mazur wykonanych w latach 20. i 30. XX wieku.
Ponad milion zdjęć lotniczych wykonanych przez lotnictwo niemieckie w latach II wojny światowej przechowywanych jest w Archiwum Narodowym Stanów Zjednoczonych (National Archives Cartographic and Architectural Section) w College Park w stanie Maryland. Znajdują się wśród nich również zdjęcia terytorium dzisiejszej Polski.
Z kolei ponad 5 milionów zdjęć wykonanych przez lotnictwo niemieckie i alianckie w czasie II wojny światowej na terytorium Europy archiwizowanych jest w The Aerial Reconnaisance Archives (TARA) należącym do Uniwersytetu w Keele w Wielkiej Brytanii. Są tam zdjęcia ukośne, pionowe, mozaiki i fotomapy w rozmaitych skalach.

#### Okres powojenny
Chociaż balon ekspedycji biskupińskiej uległ zniszczeniu w czasie wojny, sposób dokumentacji wyników wykopalisk z powietrza wypracowany w okresie międzywojennym, kontynuowany był w 1946 r. w Biskupinie, ale później akcja ta uległa zahamowaniu, pomimo pomocy generała Mariana Spychalskiego, dzięki której władze wojskowe udostępniły w 1947 r. archeologom balon – sondę o średnicy ok. 1 m. Powodem zaniechania dalszych doświadczeń z balonem był ciężar aparatu i inne przeszkody techniczne.
Przez okres ok. 10 lat nie wykonywano żadnych zdjęć z aparatów latających na potrzeby polskiej archeologii, a to przede wszystkim ze względu na brak możliwości uzyskania dostępu do map lotniczych.
W roku 1955 przy okazji badań kurhanu 3 z cmentarzyska w Łękach Małych piloci wojskowi wykonali szereg zdjęć lotniczych cmentarzyska i okolicy. Przypuszczano, że na zdjęciach uda się uchwycić ślady rozwiezionych kurhanów oraz osady. Ta akcja nie przyniosła wszakże oczekiwanych rezultatów. Przedsięwzięcie to było pierwszą w polskiej archeologii próbą zastosowania archeologii lotniczej w rekonesansie czy – mówiąc inaczej – zwiadzie lotniczym, w celu wykrycia nowych, nieznanych dotąd stanowisk archeologicznych.
W okresie „odwilży” po roku 1956 zarysowały się nowe możliwości korzystania przez archeologów ze zdjęć lotniczych. Uwagę zwróciły wówczas przede wszystkim helikoptery. Pierwsze praktyczne zastosowanie helikoptera w archeologii polskiej miało miejsce w listopadzie 1958 r. i wczesną wiosną 1959 r., kiedy to dokonano badań zwiadowczych na polach bitwy pod Grunwaldem. W czerwcu 1959 r. przystąpiono do zdjęć lotniczych grodzisk mazowieckich z helikoptera. Przedsięwzięcie to, kontynuowane było w r. 1960 przez ówczesny Instytut Historii Kultury Materialnej PAN. W czerwcu 1959 r. dokonano również przelotu nad Pałukami, rejestrując prawie 100 obiektów archeologicznych.
W kolejnym roku fotografowano pole bitwy pod Legnicą oraz grodziska na Dolnym Śląsku.
W ramach tej samej akcji, w latach 1960–1961 i 1967 Zygfryd Ratajczak, fotograf poznańskiego Muzeum Archeologicznego, wykonał z helikoptera wiele zdjęć ukośnych najważniejszych stanowisk wielkopolskich widocznych na powierzchni, a więc grodzisk i kurhanów oraz niektórych osad znanych z badań wykopaliskowych.
Rozwój polskiej archeologii lotniczej zdawał się w owym czasie już tak poważny, że w 1964 r. Polskie Towarzystwo Fotogrametryczne, przygotowując polską ekspozycję na międzynarodowej wystawie dokumentacji aerofotograficznej i fotogrametrycznej w Lizbonie, zdecydowało się zaprezentować kilkanaście zdjęć stanowisk archeologicznych, wykonanych z balonów, samolotów i helikopterów, w tym zdjęcia Biskupina, Błonia, Giecza, Kruszwicy i innych grodzisk.
Nasilenie akcji wykonywania zdjęć helikopterowych nastąpiło w latach 1965–1969 i miało – jak się wydaje – związek z uroczystymi i szeroko zakrojonymi państwowymi obchodami Tysiąclecia Państwa Polskiego. Ostatnie zdjęcia w ramach tej „akcji helikopterowej” wykonano w r. 1971.
Pionierem kompleksowego niedestrukcyjnego rozpoznawania zasobów dziedzictwa archeologicznego w skali regionalnej, z wykorzystaniem prospekcji lotniczej wraz z prospekcją geofizyczną i powierzchniową był już w latach 60. Kazimierz Bielenin, który używał małego samolotu, a później helikoptera do dokonywania zdjęć i obserwacji lotniczych nad obszarami starożytnego zagłębia hutniczego w rejonie Gór Świętokrzyskich.
Jednym z pionierów archeologii lotniczej był również Jan Gurba z Lublina, ówczesny konserwator zabytków archeologicznych, który zadokumentował z powietrza liczne grodziska wschodniej Polski w latach 1959−1960 (np. grodzisko w Chodliku).
Zdjęcia lotnicze wykorzystywano w latach 60. nawet w studiach archeoastronomicznych: Tadeusz Przypkowski analizował fotografie lotnicze kręgów kamiennych z Odrów w celu ustalenia ich ewentualnego kalendarzowego charakteru.
Próby identyfikacji nieznanych stanowisk archeologicznych bądź też uzyskania nowych jakościowo danych o przestrzennym rozplanowaniu znanych stanowisk archeologicznych podejmowane były częściej w latach 70. Działania takie podjęto np. z inicjatywy Muzeum Okręgowym w Koninie. Analizowano tu np. (bezskutecznie) w latach 70. serię pionowych zdjęć lotniczych w celu zlokalizowania pozostałości po grobowcach kujawskich, znanych ze źródeł pisanych. Analizie poddano również zdjęcie lotnicze obozu zagłady Vernichtungslager Kulmhof w Chełmnie nad Nerem wykonane w 1956 r., ustalając położenie krematoriów, baraków i zbiorowych mogił. Analizę zdjęć lotniczych wykonano tu także przed przystąpieniem do badań wykopaliskowych dworu obronnego w Kiszewach, ustalając zasięgi budynków, położenie studni oraz przebieg drogi.
W latach 70. głównym ośrodkiem badawczym w Polsce prowadzącym prace eksperymentalne w zakresie archeologii lotniczej stał się Instytut Historii Kultury Materialnej Polskiej Akademii Nauk. W 1976 we współpracy z Wojskową Akademią Techniczną wykonano zdjęcia lotnicze stanowiska hutniczego w Biskupicach koło Brwinowa pod Warszawą, próbując zidentyfikować zasięg występowania dymarek oraz rejon występowania starożytnych jam. W 1977 wykonano zdjęcia na terenie osady wczesnośredniowiecznej na stanowisku Wilanów „Pasieka” w Warszawie, gdzie próbowano metodą fotointerpretacji identyfikować pozostałości domostw, a w 1978 r. zdjęcia Gniewa, w celu zlokalizowania dawnego portu i pola bitewnego z XV w. w Lubiszewie koło Tczewa. Ponadto uzyskano liczne zdjęcia lotnicze stanowisk archeologicznych w dawnym województwie warszawskim (m.in. Całowanie – stanowisko paleolityczne, Czersk – zdjęcia zamku i miasta wykonane w czerwcu 1976 i w maju 1977 r.), ciechanowskim (Kołoząb – osada i cmentarzysko z okresu wpływów rzymskich, Poświętne – osada z okresu wpływów rzymskich, Kluczewo – osada neolityczna i wczesnośredniowieczna oraz cmentarzysko z okresu wpływów rzymskich, Szpondowo – osada i cmentarzysko z okresu lateńskiego i okresu wpływów rzymskich; zdjęcia wykonane w maju 1977 r.), płockim (Wyszogród – osada wczesnośredniowieczna, Radzikowo – grodzisko wczesnośredniowieczne) i radomskim (Wierzbica – neolityczna kopalnia krzemienia, Rydno – stanowisko paleolityczne). Działania Instytutu zmierzały do wypracowania optymalnych metod wykrywania stanowisk archeologicznych na zdjęciach lotniczych, dlatego też koncentrowały się na zaawansowanej fotointerpretacji (m.in. analizy ekwidensytometrycznej) i połączeniu wykonywania specjalistycznych zdjęć lotniczych (m.in. w podczerwieni) z prospekcją geofizyczną, wierceniami i badaniami sondażowymi. Współpraca z wojskiem miała tu dobre i złe strony: nie było przeszkód w wykonywaniu zdjęć lotniczych, jednak archeolodzy nie mieli wpływu na porę roku, w której wykonywane były zdjęcia, często też piloci wojskowi nie potrafili zidentyfikować dokładnie miejsca, na sfotografowaniu którego zależało archeologom.
Wynikające ze względów natury wojskowej nieuczestniczenie archeologów w lotach (w odróżnieniu od „akcji helikopterowej” z lat 60.) i brak możliwości dokonywania przez nich własnych obserwacji powodowały konieczność zwrócenia się w stronę fotointerpretacji, zupełnie przeciwnie, niż to miało miejsce np. w Wielkiej Brytanii czy Niemczech, gdzie nacisk kładziony był na zaobserwowanie stanowiska z powietrza, a zdjęcie fotograficzne było jedynie metodą trwałego zadokumentowania rezultatów tej obserwacji. Z perspektywy czasu można zatem stwierdzić, że polska archeologia lotnicza w tym czasie – pomimo intensywności działań eksperymentalnych – podążyła w zupełnie błędnym kierunku. Jałowość tego kierunku wyszła zresztą na jaw bardzo szybko, kiedy okazało się, że żadna z podejmowanych prób fotointerpretacji uzyskanych od instytucji wojskowych zdjęć nie przynosi informacji wartościowych dla archeologów.
W 1992 r. w Muzeum Archeologicznym w Poznaniu podjęto kolejną próbę zainicjowania szeroko zakrojonego programu archeologii lotniczej. Zdjęcia lotnicze wykonywano w okolicach Jeziora Bytyńskiego, Jeziora Niepruszewskiego, w rejonie cmentarzyska kurhanowego w Łękach Małych. Fotografowano również stanowiska archeologiczne aktualnie badane wykopaliskowo: cmentarzysko kultury łużyckiej w Kowalewku, cmentarzysko kultury pomorskiej w Mrowinie, osadę kultury pucharów lejkowatych w Chaławach oraz osadę kultury pucharów lejkowatych i kultury amfor kulistych w Mirkowicach. Ponieważ zakładano z góry, że zdjęcia te będą podlegały fotointerpretacji i obserwacji stereoskopowej, nie dokonywano obserwacji z powietrza, a jedynie wykonywano szeregi zdjęć pionowych.
Od przełomu lat 70. i 80. bardzo aktywny na polu fotografii lotniczej był Wiesław Stępień z Regionalnego Ośrodka Studiów i Ochrony Środowiska Kulturowego w Łodzi, który jednak aż do roku 1996 głównie dokumentował obiekty architektoniczne, ruiny zamków i układy urbanistyczne, chociaż w niektórych częściach kraju – np. w woj. leszczyńskim w latach 1986-1988 zadokumentował z powietrza ponad 100 stanowisk archeologicznych. Pierwsze zdjęcia z powietrza wykonał on w roku 1979 na terenie ówczesnego województwa łódzkiego i piotrkowskiego, gdzie dokumentował stanowiska archeologiczne wpisane do rejestru zabytków oraz trwające wykopaliska, w tym m.in. wykonał zdjęcia wykopalisk na zamku w Inowłodzu z balonu na uwięzi.
W Wielkopolsce z archeologami współpracował w tymże okresie geograf i fotograf Andrzej Kijowski, wykonując m.in. zdjęcia grodzisk. W Polsce północno-wschodniej zdjęcia grodzisk dla potrzeby archeologii wykonywał też w latach 80. i 90. sporadycznie geodeta Jerzy Miałdun, a w Polsce południowo-wschodniej od lat 80. grodziska dokumentowali od czasu do czasu archeolodzy Michał Parczewski i Jacek Poleski z Instytutu Archeologii Uniwersytetu Jagiellońskiego, a później także Jerzy Ginalski z Krosna – konserwator zabytków archeologicznych. Fotografie z tego okresu są rozproszone w wielu kolekcjach, w tym również prywatnych, a wykonywanie zdjęć nie przybrało nigdy charakteru planowej i systematycznej akcji. Dopiero w latach 90. z inicjatywy Eugeniusza Tomczaka z Centrum Dziedzictwa Kulturowego Górnego Śląska (obecnie Śląskie Centrum Dziedzictwa Kulturowego) w Katowicach rozpoczęto systematyczne fotografowanie wszystkich grodzisk Górnego Śląska z helikoptera.
Specyficznym sposobem wykorzystywania fotografii lotniczej w archeologii polskiej były rekonstrukcje środowiska naturalnego w przeszłości, związane z badaniem powiązań między systemami prahistorycznego osadnictwa a cechami środowiska naturalnego. Takie studia prowadzono np. w celu zidentyfikowania przekształceń linii brzegowej jeziora Drużno w rejonie identyfikowanego z historycznym Truso stanowiska archeologicznego w Janowie Pomorskim.
W wielu przypadkach interpretacja zdjęć lotniczych pozwoliła odtworzyć ważne cechy autentycznego środowiska naturalnego stanowisk archeologicznych, takie np. jak relacje między siecią rzeczną danego terenu a osadnictwem. Przykładem może być analiza dawnej sieci rzecznej w okolicy grodziska w Chodliku. Podejmowano również próby odtworzenia dawnego zasięgu lasów i pól uprawnych na podstawie interpretacji zdjęć lotniczych. Tutaj wnioskowanie miało charakter pośredni i opiera się na ustaleniu głębokości wód gruntowych i rodzaju gleby.
Po okresie stagnacji polskiej archeologii lotniczej poszukiwania stanowisk archeologicznych poprzez specjalne loty samolotem na małej wysokości i wykonywanie zdjęć ukośnych w połowie lat 80. zapoczątkowali na małą skalę niezależnie od siebie Włodzimierz Rączkowski na Pomorzu Środkowym w ówczesnym woj. słupskim oraz nieco później Ewa Banasiewicz – konserwator zabytków archeologicznych w ówczesnym woj. zamojskim (która wykryła z powietrza liczne rozorane kurhany, które poddawane były następnie weryfikacji wykopaliskowej).
Inny polski archeolog, Bogdan Żurawski, działający naukowo na terenie Afryki, od połowy lat 80. wykorzystywał latawiec skrzynkowy do wykonywania zdjęć dokumentacyjnych swoich wykopalisk, m.in. w Hambukol i w Starej Dongoli w Sudanie.
Przełom w podejściu do archeologii lotniczej w Polsce nastąpił w 1996 r. dzięki współpracy międzynarodowej. Organizacja skupiająca archeologów lotniczych – Aerial Archaeology Research Group wspólnie z Janus Pannonius University w Pecs zorganizowała wówczas dla archeologów z krajów byłego bloku sowieckiego tygodniowe szkolenie praktyczne w zakresie archeologii lotniczej na Węgrzech, koło miejscowości Siófok nad jeziorem Balaton. Szkolenie to zostało zorganizowane w związku z bardzo dobrymi wynikami prospekcji aerofotograficznej we wschodnich Niemczech, na Węgrzech i w Czechach, która mogła się tam rozpocząć po upadku władzy komunistycznej. Znaczny udział w zainicjowaniu archeologii lotniczej w tych krajach miał Otto Braasch. W szkoleniu w Siófok uczestniczyli dwaj archeolodzy polscy, uzyskując podstawowe umiejętności w zakresie identyfikacji stanowisk archeologicznych z powietrza i ich dokumentowania fotograficznego.
Początki systematycznych poszukiwań stanowisk archeologicznych z powietrza archeologia polska zawdzięcza przede wszystkim osobistemu zaangażowaniu i pomocy przyjaciół zagranicznych – Otto Braascha z Niemiec i Martina Gojdy z Czech. Obaj, poczynając od 1996 r., przybywali wielokrotnie do Polski i pomagali przeprowadzić pierwsze profesjonalne loty, szkoląc równocześnie liczne grono polskich archeologów lotniczych.
Obecnie archeologia lotnicza, rozumiana jako metoda niedestrukcyjnego rekonesansu, rozwija się w Polsce przede wszystkim w dwóch ośrodkach badawczych: na Uniwersytecie im. Adama Mickiewicza w Poznaniu (prof. UAM Włodzimierz Rączkowski – m.in. odkrywca opuszczonego miasta średniowiecznego w Szamotułach – i mgr Lidia Żuk) oraz w Instytucie Archeologii i Etnologii PAN w Warszawie (prof. UKSW Zbigniew Kobyliński i Dariusz Wach), natomiast w Instytucie Archeologii Uniwersytetu Warszawskiego rozwijany jest „biskupiński” kierunek zastosowań fotografii lotniczej jako metody dokumentacyjnej (zdjęcia z balonów i latawców). Najlepiej zadokumentowanym pod tym względem jest stanowisko Ptolemais w Libii badane przez Pracowanię Badań Archeologicznych w Libii – Ptolemais przy współpracy z Pracownią Fotograficzną Instytutu Archeologii. Wykonywane są tam zdjęcia pionowe i ukośne z latawca. Fotografie te wykorzystywane są do badań topograficznych i dokumentowania stanu prac archeologicznych.

## Wykorzystanie pionowych zdjęć lotniczych w archeologii

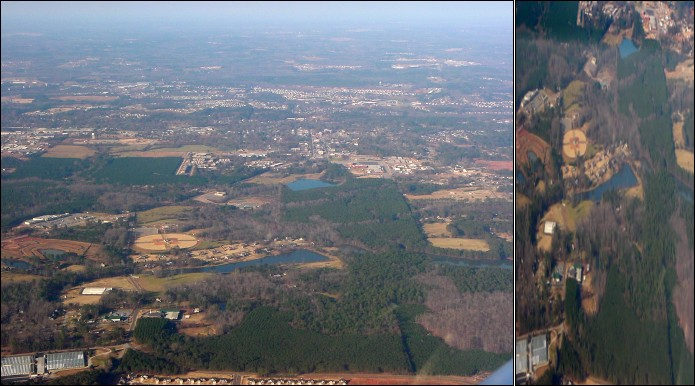
Objaśnienie efektu rektyfikacji ukośnego zdjęcia lotniczego

Ukośne zdjęcia lotnicze, chociaż doskonałe do celów wykrywania stanowisk archeologicznych, jeśli mają być wykorzystane w celach kartograficznych (sporządzania planów stanowisk), muszą być poddane procedurze rektyfikacji, czyli przekształcenia w obraz wertykalny. Do tego celu służą obecnie programy komputerowe, z których najbardziej znany jest AirPhoto, opracowany przez Irwinga Scollara.
Niektórzy archeolodzy uważają w związku z tym, że nie ma potrzeby rozwijania specjalnej dyscypliny archeologii lotniczej, ponieważ dla celów kartograficznych wykonuje się bardzo dokładne zdjęcia pionowe, które są już obecnie powszechnie dostępne, co eliminować ma konieczność wykonywania specjalnych lotów rekonesansowych przez samych archeologów.
Zdjęcia pionowe, wykonywane z dużej wysokości i w różnych, najczęściej niesprzyjających ujawnieniu się wyróżników stanowisk archeologicznych porach roku i dnia, nie mogą jednak zastąpić obserwacji dokonywanej z niewielkiej wysokości przez samych archeologów.
Dla przykładu: niewątpliwe, chociaż ograniczone, możliwości poznawcze dla archeologii wiążą się z wykonanymi niedawno dla obszaru całej Polski pionowymi barwnymi zdjęciami lotniczymi, finansowanymi z programu PHARE. Zadanie nr PHARE PL 9296-01-01 obejmowało wykonanie w latach 1994–2002 kolorowych zdjęć lotniczych w skali 1:26 000 dla obszaru całego kraju. Skala zdjęć została tak dobrana, aby umożliwić wykonanie map topograficznych w skali 1:10 000 i 1:5000. Wykonane one zostały z wysokości 4000 m nad terenem jako zdjęcia celowane o pokryciu podłużnym ok. 60% i poprzecznym ok. 30%. Większość tras lotów fotogrametrycznych przewidziano w kierunku północ-południe z wyjątkiem górzystych terenów południowych. Zdjęcia te, o wymiarach kliszy fotograficznej 23 × 23 cm, udostępniane są w postaci skanowanej z rozdzielczością 1000 dpi. Oznacza to, że uwzględniając skalę odfotografowania, szczegóły terenowe mają dokładność 0,67 m. Ten właśnie stopień dokładności wskazuje, do jakich celów mogą być one przydatne archeologom – nie jest możliwe rozpoznanie na tych zdjęciach ewentualnych wyróżników wegetacyjnych czy glebowych, chyba że mają one znaczne rozmiary w terenie. Również fakt, że zdjęcia te wykonywane były w różnych porach roku, powoduje, że wyróżniki tego rodzaju mogą na nich być widoczne raczej tylko przypadkowo. Mogą jednak te zdjęcia być wykorzystywane do poszukiwania lub dokumentacji stanowisk archeologicznych o własnej formie terenowej, takich jak grodziska, chociaż w tym przypadku niedogodność wiąże się z faktem wykonywania tych zdjęć w warunkach wysokości słońca ponad 35 stopni ponad horyzontem, a więc w sytuacji, gdy osłabiony jest efekt światłocienia, tak ważny dla podkreślenia subtelnego zróżnicowania powierzchni ziemi, typowego dla rozoranych i zniwelowanych form stanowisk archeologicznych.

## Wykorzystanie zdjęć satelitarnych w archeologii

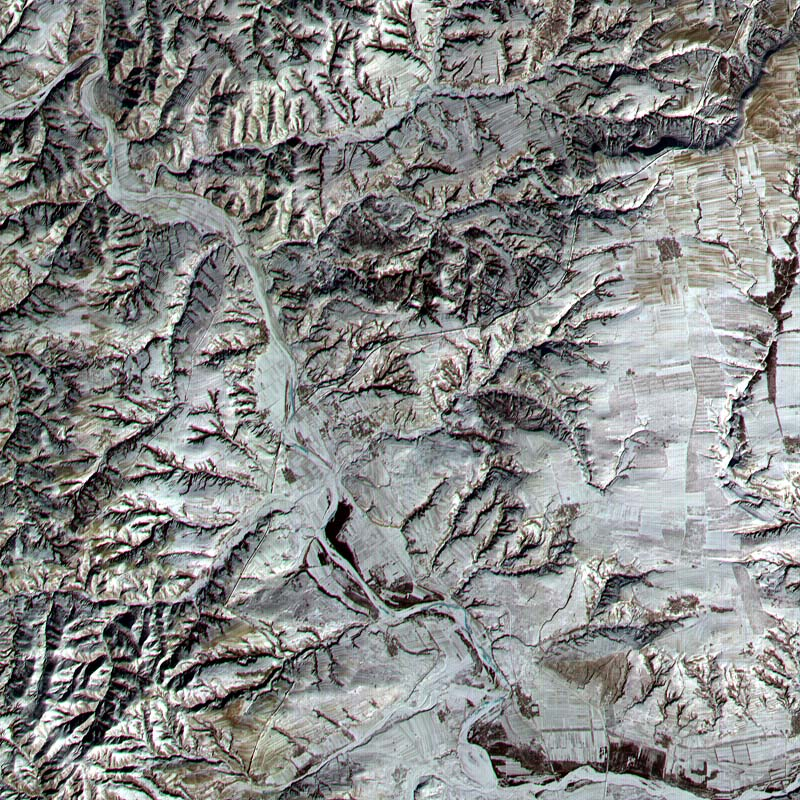
Wielki Mur Chiński na zdjęciu satelitarnym (widoczny jako cienka czarna linia przebiegająca z lewego dolnego rogu do prawego górnego)

Podobnie ograniczona jest stosowalność w archeologii obrazów satelitarnych, przynajmniej warunkach naszej strefy kontynentu europejskiego. Oczywiste jest, że od czasu, gdy 1 kwietnia 1960 r. wykonane zostało pierwsze zdjęcie satelitarne Ziemi, jakość obrazów satelitarnych systematycznie wzrasta, zwłaszcza jednak tych, które wykonywane są dla celów militarnych i nie są udostępniane naukowcom.
Rozdzielczość obrazów satelitarnych udostępnionych za darmo do zastosowań cywilnych, np. pochodzących z satelity Landsat, wynosi na poziomie gruntu 15 metrów. W latach 90. XX w. odtajniono obrazy satelitarne terenów USA o rozdzielczości na poziomie gruntu sięgającej 1 m, wykonane przez amerykańskie satelity wojskowe. Obecnie dostępne są już na zasadach komercyjnych obrazy satelitarne o rozdzielczości od 1 m do 60 cm. Nadal jednak zdjęcia satelitarne ustępują pod tym względem zdjęciom lotniczym, w których wielkość pojedynczego piksela odpowiada kilkudziesięciu lub nawet kilkunastu centymetrom w terenie.
Wynika z tego zakres możliwości zastosowań zdjęć satelitarnych w archeologii. Nie nadają się one – przynajmniej jeszcze obecnie – do wykrywania stanowisk archeologicznych, w skład których wchodzą niewielkie obiekty osadnicze, natomiast mogą być przydatne do identyfikacji, zwłaszcza na rozległych i niezbadanych innymi metodami prospekcji obszarach np. stepowych czy pustynnych, takich stanowisk archeologicznych, które obejmują dzieła ręki ludzkiej większych rozmiarów, np. kopce i kurhany grzebalne, wały i mury obronne, rowy i fosy, budowle kamienne czy ceglane itp. (np. kromlech Stonehenge i otaczające go kurhany i starożytne drogi są znakomicie widoczne na zdjęciu lotniczym). W rejonach gęsto zaludnionych i pozbawionych obszarów niedostępnych, takich jak np. terytorium Polski, niewielkie są jednak szanse na to, żeby zidentyfikować na zdjęciu satelitarnym jakieś nieznane dotąd stanowisko archeologiczne.